# Одесник, Уэйн
Уэйн Одесник (англ. Wayne Odesnik; родился 21 ноября 1985 года в Йоханнесбурге, ЮАР) — американский профессиональный теннисист.

## Спортивная карьера
В 2003 году выиграл два турнира серии ITF Futures. В 2004 дебютирует на турнире ATP в Хьюстоне. В этом же году состоялся дебют также и на турнире серии Большого шлема Открытом чемпионате США. В 2005 выигрывает ещё два турнира из серии ITF Futures. В 2006 году он сумел прибавить ещё две победы на турнирах данной серии а также впервые победить на турнире ATP Challenger Series в Милане. В 2007 выигрывает Challenger в Сакраменто. В 2008 году сумел дойти до третьего круга Открытого чемпионата Франции. В январе 2009 побеждает на Challenger в Карсоне. В апреле 2009 года ему удается предподнести сюрприз, выйдя в финал турнира ATP в Хьюстоне. По пути к нему Уэйну удалось обыграть Кевина Андерсона 7-6(2), 6-4, Юргена Мельцера 6-4, 6-0, Джона Изнера 7-5, 3-6, 7-6(5) и Бьорна Фау 6-4, 6-3. В решающем матче турнира он уступил в двух сетах австралийцу Ллейтону Хьюитту 2-6, 5-7. В январе 2010 года ему удалось дойти до четвертьфинала турнира в Брисбене. На турнире в Хьюстоне, где год назад Одесник был в финале ему удается дойти до полуфинальной стадии. Это стал последний его турнир в году в связи с его дисквалификацией за нарушение антидопинговых правил. Все результаты, начиная с 29 декабря 2009 года были аннулированы. Первый турнир после возвращения Одесник сыграл в январе 2011. Это был турнир из серии ITF Futures, который ему удалось выиграть. В марте он побеждает ещё на одном турнире данной серии, а в апреле он завоевывает титул на турнире Challenger в Саванне.

## Рейтинг на конец года
| Год  | Одиночный рейтинг | Парный рейтинг |
| 2013 | 138               | 1 191          |
| 2012 | 143               | 636            |
| 2011 | 129               | 642            |
| 2009 | 105               |                |
| 2008 | 119               | 578            |
| 2007 | 126               | 553            |
| 2006 | 194               | 780            |
| 2005 | 265               | 1 091          |
| 2004 | 383               | 1 039          |
| 2003 | 446               | 1 698          |
| 2002 | 735               | 1 536          |

## Выступления на турнирах

### Финалы турниров ATP в одиночном разряде (1)

#### Поражения (1)
| Легенда                    |
| -------------------------- |
| Турниры Большого шлема (0) |
| Финал АТР-тура (0)         |
| ATP Мастерс 1000 (0)       |
| АТР 500 (0)                |
| АТР 250 (0)                |

| Титулы по покрытиям | Титулы по месту проведения матчей турнира |
| ------------------- | ----------------------------------------- |
| Хард (0)            | Зал (0)                                   |
| Грунт (0)           | Зал (0)                                   |
| Трава (0)           | Открытый воздух (0)                       |
| Ковёр (0)           | Открытый воздух (0)                       |

| №  | Дата           | Турнир       | Покрытие | Соперник в финале | Счёт    |
| 1. | 12 апреля 2009 | Хьюстон, США | Грунт    | Ллейтон Хьюитт    | 2-6 5-7 |